# Гороя
Спортивний клуб «Гороя» (фр. Horoya Athletic Club) — гвінейський футбольний клуб з Конакрі. Виступає в Лізі 1 Гвінеї. Заснований 1975 року.

## Історія

### Перші роки
«Гороя» заснували 1975 року на базі клубу «Конакрі III», в тому числі в адміністративному поділі того часу, 5-му і 7-му окрузі. У 1978 році Виграв Кубок володарів кубків КАФ в грудні 1978 року. Клуб кістяком першої національної збірної Гвінеї, яка бере участь у світових футбольних змаганнях. 
У 1984 році, після приходу до влади військових 3 квітня, держава відійшла від безпосереднього управління клубами, які тепер належали трьом федераціям Конакрі. Таким чином «Гороя» стає командою Конакрі III. З 1985 року «Гороя» протягом тривалого періоду часу постачала гравців до збірних різних вікових категорій.

### Епоха Антоніо Суаре
З роками, з лібералізацією режиму та розподілу Конакрі на 5 муніципалітетів, сформувалася ідея змішаного управління (муніципального та приватного) клубами.
У 2011 році президентом клубу став бізнесмен Антоніо Суаре, власник комунікаційної групи Business Marketing Group і букмекерської компанії Guinée Games. У 2016 році бюджет клубу становив 5 мільйонів доларів.
Після кількох років невдачі в кваліфікації африканських змаганнях. У 2017 році «Гороя» вийшла на груповий етап Кубку Конфедерації, де зупиниться на цьому етапі змагань. У 2018 році «Гора» вперше в своїй історії пройшла кваліфікацію до групового етапу Ліги чемпіонів КАФ.

## Клубна символіка

### Кольори
Клубними кольорами, з моменту його заснування, були червоний і білий. Червоний, символ крові мучеників, полеглих за здобуття незалежності; білий — символ чистоти і надії на краще майбутнє.
Назва «Гороя» означає свободу кількома мовами країни; зокрема, арабською мовою «Гороя» також означає «свобода».

### Форма
З роками форма Горої змінювалася, але домашня форма залишається червоно-білого кольору.
Виїзна майка завжди була з червоними візерунками.

## Досягнення

### Національні
- Ліга 1 Про
  -  Чемпіон (21): 1986, 1988, 1989, 1990, 1991, 1992, 1994, 2000, 2001, 2011, 2012, 2013, 2014, 2016, 2017, 2018, 2019, 2020, 2021, 2022, 2025

- Кубок Гвінеї
  -  Володар (9): 1989, 1994, 1995, 1999, 2013, 2014, 2016, 2018, 2019

- Суперкубок Гвінеї
  -  Володар (6): 2012, 2013, 2016, 2017, 2018, 2022

### Міжнародні
- Кубок африканських чемпіонів
  -  Володар (1): 1978

- Кубок УФОА
  -  Володар (1): 2009

## Принципові протистояння
Дербі Конакрі — футбольний матч між гвінейськими клубами «Гороя» та «Сантоба». Це матч між, ймовірно, двома найуспішнішими клубами Гвінеї.

## Статистика виступів на континентальних турнірах

### Ліга чемпіонів КАФ
| Сезон | Раунд      | Клуб                 | Вдома | На виїзді | Загалом |
| ----- | ---------- | -------------------- | ----- | --------- | ------- |
| 2000  | Попередній | «Спортінг» (Бісау)   | 2-0   | 1-1       | 3-1     |
| 2000  | 1          | «Гартс оф Оук»       | 2-2   | 1-2       | 3-4     |
| 2002  | Попередній | Воллідан             | 1-1   | 0-3       | 1-4     |
| 2012  | Попередній | «Портс Ауториті»     | 1-0   | 0-0       | 1-0     |
| 2012  | 1          | МАС (Фес)            | 1-1   | 0-3       | 1-4     |
| 2013  | Прапорець  | «Севе Спортс»        | 0-0   | 0-3       | 0-3     |
| 2014  | Попередній | «Нуадібу»            | 3-0   | 1-1       | 4-1     |
| 2014  | 1          | «Раджа» (Касабланка) | 1-0   | 1-1       | 2-1     |
| 2014  | 2          | «Сфаксьєн»           | 0-1   | 0-2       | 0-3     |
| 2016  | Попередній | «Дуан»               | 4-0   | 0-0       | 4-0     |
| 2016  | 1          | «ЗЕСКО Юнайтед»      | 2-0   | 1-4       | 3-4     |
| 2017  | Попередній | «УС Горі»            | 2-1   | 0-0       | 2-1     |
| 2017  | 1          | «Есперанс» (Туніс)   | 2-1   | 1-3       | 3-4     |

### Кубок африканських чемпіонів
| Сезон | Раунд | Клуб                | Вдома | На виїзді | Загалом        |
| ----- | ----- | ------------------- | ----- | --------- | -------------- |
| 1986  | 1     | «Інвізібл Ілевен»   | 4-0   | 1-3       | 5-3            |
| 1986  | 2     | «Гартс оф Оук»      | 1-2   | 0-2       | 1-4            |
| 1987  | 1     | «Майті Баролл»      | 0-0   | 1-2       | 1-2            |
| 1989  | 1     | «Джоліба»           | 0-0   | 0-1       | 0-1            |
| 1992  | 1     | «Есперанс» (Туніс)  | 2-0   | 0-2       | 2-2 (5-4 пен.) |
| 1992  | 2     | АСЕК Мімозас        | 1-2   | 0-4       | 1-6            |
| 1993  | 1     | «Каукаб» (Марракеш) | 1-0   | 0-5       | 1-5            |
| 1995  | 1     | «Стад Мальєн»       | 1-1   | 0-1       | 1-2            |

### Кубок конфедерації КАФ
| Сезон | Раунд         | Клуб                 | Вдома | На виїзді | Загалом        |
| ----- | ------------- | -------------------- | ----- | --------- | -------------- |
| 2014  | 3             | «Етуаль дю Сахель»   | 0-0   | 0-1       | 0-1            |
| 2015  | Попередній    | «Фесселл»            | 1-0   | 3-3       | 4-3            |
| 2015  | 1             | «АСО Шлеф»           | 1-0   | 0-1       | 1-1 (4-5 пен.) |
| 2017  | Плей-оф       | «Іттіхад» (Танжер)   | 2-0   | 2-3       | 4-3            |
| 2017  | Груповий етап | ТП Мазембе           | 1-1   | 1-2       | 3-тє місце     |
| 2017  | Груповий етап | «Суперспорт Юнайтед» | 0-0   | 2-2       | 3-тє місце     |
| 2017  | Груповий етап | «Мунана»             | 1-0   | 1-0       | 3-тє місце     |

### Кубок КАФ
| Сезон | Раунд | Клуб                  | Вдома | На виїзді | Загалом    |
| ----- | ----- | --------------------- | ----- | --------- | ---------- |
| 1997  | 1     | «Мохаммедія»          | 0-0   | 1-2       | 1-2        |
| 1998  | 1     | «Реал Тамале Юнайтед» | 1-1   | 2-1       | 3-2        |
| 1998  | 2     | «Сеттат»              | 1-1   | 1-3       | 2-4        |
| 1999  | 1     | УСМ Алжир             | 3-2   | 1-2       | 4-4 (в.г.) |

### Кубок володарів кубків КАФ
| Сезон | Раунд      | Клуб                | Вдома | На виїзді | Загалом        |
| ----- | ---------- | ------------------- | ----- | --------- | -------------- |
| 1978  | 1          | «Шутінг Старз»      | 3-0   | 1-3       | 4-3            |
| 1978  | 1/4 фіналу | «Кайман» (Дуала)    | 4-1   | 3-3       | 7-4            |
| 1978  | 1/2 фіналу | «РК Кадіого»        | 1-0   | 2-3       | 3-3 (в.г.)     |
| 1978  | Фінал      | «Хуссейн Дей»       | 2-1   | 3-1       | 5-2            |
| 1979  | 2          | «Бай Буре Ворріорз» | 3-0   | 1-0       | 4-0            |
| 1979  | 1/4 фіналу | «КМ Булькур»        | 3-1   | 3-0       | 6-1            |
| 1979  | 1/2 фіналу | «Гор Магія»         | 0-2   | 0-1       | 0-3            |
| 1980  | 2          | «ОК Агаза»          | 0-0   | 0-0       | 0-0 (1-2 пен.) |
| 1983  | 1          | «Бай Буре Ворріорз» | 3-2   | 1-0       | 4-2            |
| 1983  | 2          | «АСФ Поліс»         | 2-1   | 1-0       | 3-1            |
| 1983  | 1/4 фіналу | «Грін Баффолос»     | 2-0   | 0-1       | 2-1            |
| 1983  | 1/2 фіналу | «Араб Констракторс» | 0-1   | 0-3       | 0-4            |
| 1984  | 1          | «Енугу Рейнджерс»   | т.п.1 | т.п.1     | т.п.1          |
| 1985  | 1          | «Воллідан»          | 2-0   | 0-1       | 2-1            |
| 1985  | 2          | «Левентіс Юнайтед»  | 1-1   | 0-0       | 1-1 (в.г.)     |
| 1996  | 1          | «КР Белуіздад»      | 2-0   | 2-5       | 4-5            |

1- «Гороя» залишив турнір через смерть президента Гвінеї Ахмеда Секу Туре.

## Відомі гравці
- Арістід Бансе
- Саліф Кулібалі
- Бубакар Діарра
- Набі Кейта
- Хадім Н'Діайє
- Роберт Одонгкара
- Іссіага Сілла

## Відомі тренери
- Маріо Діабате
- П'єр Бангура
- Мохамед Дансоко
- Шеріф Сулейман
- Мохамед Ламін Каба
- Морі Конде Ла Вало
- Канфорі Лапе Бангура
- Мамадуба Сілла
- Абубакар Фофана
- Мохамед Зуба Камара
- Амара Пеле
- Мохамед Сілла Леандро
- Ібрахіма Сорі Туре Дамас
- Ісс'яго Фадіго
- Теофіл Бола
- Амара Траоре
- Канфорі Лапе Бангура[4]
- Віктор Звунка
- Патріс Невьо[5]
- Дідьє Гоміш Да Роша